# Driekleurige muis
De driekleurige muis of zuidelijke berkenmuis (Sicista subtilis) is een knaagdier uit de familie van de berkenmuizen (Sminthidae), dat voorkomt in Euraziatische steppegebieden. Hij is nauw verwant aan de gewone berkenmuis, die ten noorden van zijn leefgebied woont.

## Kenmerken
Bij zowel de berkenmuis als de driekleurige muis loopt een opvallende zwarte aalstreep over de rug, van kop tot staart, maar bij de driekleurige muis loopt een bleke lichtgele band aan weerszijden van de streep. Qua lengte verschillen de soorten niet veel. De driekleurige muis wordt 55 tot 72 millimeter groot en 9,5 tot 14 gram zwaar. De driekleurige muis heeft wel een kortere staart, zo'n 60 tot 90 millimeter, nog altijd zo'n 130% van de kop-romplengte.

## Leefgebied
Zijn leefgebied strekt zich uit in Oost-Oostenrijk, Slowakije en Hongarije, en van Roemenië en Bulgarije oostwaarts tot zuidelijk Rusland, Noord-Kazachstan en Noordwest-China. De driekleurige muis komt voor in meer open gebieden dan de berkenmuis. Hij leeft in steppen, ruige graslanden, maar ook in struwelen komt hij voor. Hier maakt hij ronde grasnesten, waarin hij ook mos verwerkt, op de grond tussen rotsspleten, en in struiken en boomholten. De driekleurige muis is een goede klimmer. Zijn lange staart geeft extra houvast aan twijgjes en takken.

## Gedrag
's Nachts komt hij uit zijn hol tevoorschijn om op jacht te gaan. Net als andere berkenmuizen is de driekleurige muis een insecteneter. Hij eet ook andere ongewervelden, zaden en vruchten. Deze muis houdt een lange winterslaap van oktober tot april. Een maand na het ontwaken, in mei en juni, begint het paarseizoen. In tegenstelling tot andere muizen krijgt de driekleurige muis maar één worp per jaar. Hij krijgt twee tot acht jongen.